# گمینا ستاویسکی
گمینا ستاویسکی (به لهستانی:  Gmina Stawiski) یک گمینا در لهستان است که در شهرستان کولنو واقع شده‌است. گمینا ستاویسکی ۱۶۵٫۵۵ کیلومتر مربع مساحت و ۶٬۵۴۰ نفر جمعیت دارد.